# Теорія реляційних фреймів
Теорія реляційних фреймів (RFT) — це психологічна теорія людської мови, пізнання та поведінки. Спочатку вона була розроблена Стівеном К. Гейзом з Університету Невади, Ріно і був розширений у дослідженнях, зокрема Дермотом Барнсом-Голмсом та колегами з Гентського університету.
Теорія реляційних фреймів стверджує, що будівельним блоком людської мови та вищого пізнання є ставлення, тобто людська здатність створювати двонаправлені зв'язки між речами. Його можна порівняти з асоціативним навчанням, яке обговорює, як тварини формують зв'язки між стимулами у формі сили асоціацій у пам'яті. Проте реляційна теорія фреймів стверджує, що природна людська мова, як правило, визначає не лише силу зв'язку між стимулами, але й тип відношення, а також вимір, за яким вони мають бути пов'язані. Наприклад, тенісний м'яч може асоціюватися з апельсином через те, що він має однакову форму, але він відрізняється, оскільки він не їстівний і, можливо, іншого кольору. У попередньому реченні «однаковий», «різний» і «не» є сигналами в середовищі, які визначають тип відношення між подразниками, а «форма», «колір» і «їстівне» визначають вимір, уздовж якого кожен зв'язок має бути зроблено. Теорія реляційних рамок стверджує, що, хоча існує довільна кількість типів відносин і кількість вимірів, за якими стимули можуть бути пов'язані, основна одиниця зв'язку є важливим будівельним блоком для більшої частини того, що зазвичай називають людською мовою або вищим пізнанням.
Кілька сотень досліджень досліджували багато перевірених аспектів і наслідків теорії, таких як поява специфічних фреймів у дитинстві, як окремі фрейми можуть бути об'єднані для створення словесно складних явищ, таких як метафори та аналогії, і як ригідність або автоматичність стосунків у певних сферах пов'язані з психопатологією. Намагаючись описати фундаментальний будівельний блок людської мови та вищого пізнання, RFT чітко заявляє, що його мета — створити загальну теорію психології, яка може стати основою для багатьох областей і рівнів аналізу.
Теорія реляційних фреймів зосереджується на тому, як люди вивчають мову (тобто спілкування) через взаємодію з навколишнім середовищем і базується на філософському підході, який називають функціональним контекстуалізмом.

## Огляд

### Вступ
Теорія реляційних фреймів (RFT) — це поведінкова теорія людської мови. Він ґрунтується на функціональному контекстуалізмі та зосереджений на прогнозуванні та впливі на вербальну поведінку з точністю, масштабом і глибиною.
Реляційне формування — це реляційна реакція, заснована на довільно застосовних зв'язках і довільних функціях стимулу. Реляційне реагування підлягає взаємному втягненню, комбінаторному взаємному втягненню та трансформації функцій стимулу. Відношення та функції стимулів контролюються контекстними сигналами.

### Контекстуальні підказки та функції стимулу
У людській мові слово, речення чи символ (наприклад, стимул) можуть мати різне значення (наприклад, функції) залежно від контексту.
З точки зору RFT, кажуть, що в людській мові стимул може мати різні функції стимулу залежно від контекстуальних сигналів.
Візьмемо, наприклад, ці два речення:
1. Це завдання — шматочок торта.
2. Так, я хотів би шматочок того смачного торта, який ти приготував.

У наведених вище реченнях стимул «пиріг» виконує дві різні функції. Стимул «пиріг» виконує образну функцію за наявності контекстуальних підказок "це завдання; є; шматок'. Тоді як за наявності контекстуальних ознак "Я; хотів би; смачний; ви зробили' стимул 'пиріг' має більш буквальну функцію. Функції подразників називають функціями подразників, скорочено Cfunc.
Коли функція стимулу відноситься до фізичних властивостей стимулу, таких як кількість, колір, форма тощо, їх називають функціями невипадкового стимулу. Коли функція стимулу відноситься до нефізичних властивостей стимулу, таких як значення, вони називаються довільними функціями стимулу. Наприклад, однодоларова купюра. Вартість однодоларової банкноти є довільною стимулюючою функцією, але зелений колір є недовільною стимулюючою функцією однодоларової банкноти.

### Довільно застосовна реляційна відповідь
Довільно застосовна реляційна відповідь є формою реляційної відповіді.

#### Реляційне реагування
Реляційна реакція — це відповідь на один стимул відносно інших доступних стимулів. Наприклад, лев, який вибирає найбільший шматок м'яса. Олень, який вибирає найсильнішого самця зграї. На противагу цьому, якщо тварина завжди вибирає одне й те саме місце для пиття, це не реагує на реляційну реакцію (вона не пов'язана з іншими подразниками в сенсі найкращий/найгірший/більший/менший тощо). Ці приклади реляційної реакції базуються на фізичних властивостях подразників. Коли реляційна реакція базується на фізичних властивостях подразників, таких як форма, розмір, кількість тощо, це називається недовільною реляційною реакцією (NARR).

#### Довільно застосовне реляційне реагування
Довільно застосовна реляційна реакція відноситься до відповіді на основі зв'язків, які довільно застосовуються між стимулами. Тобто відносини, що застосовуються між подразниками, не підтримуються фізичними властивостями зазначених подразників, а, наприклад, ґрунтуються на суспільних звичаях або суспільних примхах. Наприклад, звук «корова» відноситься до тварини в англійській мові. Але в іншій мові та сама тварина називається зовсім іншим звуком. Наприклад, голландською мовою це називається «koe» (вимовляється як coo). Слово «корова» або «кое» не має нічого спільного з фізичними властивостями самої тварини. Тварину так називають за суспільною звичаєм. У термінах RFT сказано, що зв'язок між словом «корова» та фактичною твариною застосовується довільно. Ми навіть можемо змінити ці довільно застосовані відносини: просто подивіться на історію будь-якої мови, де значення слів, символів і повного речення можуть змінюватися з часом і місцем.
Довільно застосовна реляційна відповідь — це реакція на основі довільно застосованих відношень.

### Взаємозалучення
Взаємне залучення означає встановлення зв'язку між двома стимулами на основі заданого зв'язку між тими самими двома стимулами: враховуючи відношення A до B, можна вивести відношення B до A.
Наприклад, Джойс стоїть перед Пітером. Навченим відношенням є стимул А перед стимулом В. Можна зробити висновок, що Пітер стоїть позаду Джойса. Похідне співвідношення полягає в тому, що стимул B стоїть за стимулом A.
Інший приклад: Джаред старший за Джейкоба. Можна зробити висновок, що Джейкоб молодший за Джареда. Навчений зв'язок: стимул A старший за стимул B. Виведений зв'язок: стимул B молодший за стимул A.

### Комбінаторне взаємозалучення
Комбінаторне взаємозалучення відноситься до визначення зв'язків між двома стимулами, враховуючи зв'язки цих двох стимулів із третім стимулом: враховуючи відношення A до B і B до C, можна вивести відношення A до C і C до A.
Щоб продовжити наведені вище приклади: Джойс стоїть перед Пітером, а Пітер — перед Люсі. Відношення, навчені в цьому прикладі, такі: стимул A перед B і стимул B перед C. З цього можна зробити висновок, що Джойс стоїть перед Люсі, а Люсі стоїть позаду Джойс. Похідні співвідношення: A стоїть перед C, а C — позаду A.
Джон старший за Джареда, а Джаред старший за Джейкоба. Стимул A старший за стимул B, а стимул B старший за стимул C. Можна зробити висновок, що Джейкоб молодший за Джареда, а Джаред молодший за Джона. Похідне відношення стає стимулом A старшим за стимул C, а стимул C молодшим за стимул A.
Зауважте, що співвідношення між A і C ніколи не було задане. Вони можуть бути виведені з інших відносин.

### Передача і трансформація функції подразника
Стимул може виконувати різні функції залежно від контекстуальних сигналів. Однак функція стимулу може змінюватися на основі довільних відносин із цим стимулом.
Наприклад, цей реляційний фрейм: A більше, ніж B, а B більше, ніж C.
Поки що стимулюючі функції цих літер досить нейтральні. Але як тільки C буде позначено як «дуже цінний» і «приємно мати», тоді A стане більш привабливим, ніж C, виходячи з відносин. До того, як було сказано про те, що С є цінним, А мав досить нейтральну стимулюючу функцію. Після надання С привабливої функції стимулу А став привабливим. Функція привабливого стимулу була передана від C до A через відносини між A, B і C. І функція A мала трансформацію функції стимулу з нейтральної на привабливу.
Те саме можна зробити з функцією аверсивного стимулу як небезпеки, а не цінності, кажучи, що С небезпечний, А стає небезпечнішим, ніж С на основі відносин.

## Розвиток
RFT — це поведінковий рахунок мови та вищого пізнання. У своїй книзі «Вербальна поведінка» 1957 року Б. Ф. Скіннер представив тлумачення мови. Однак ця розповідь мала бути інтерпретацією, а не експериментальною дослідницькою програмою, і дослідники зазвичай визнають, що результати дослідження дещо обмежені за обсягом. Наприклад, поведінкова інтерпретація мови Скіннера була корисною в деяких аспектах мовного навчання дітей із вадами розвитку, але вона не призвела до надійної дослідницької програми в ряді сфер, що стосуються мови та пізнання, таких як вирішення проблем, міркування, метафора, логіка тощо. Прихильники RFT досить сміливо заявляють, що їхньою метою є експериментальна програма дослідження поведінки в усіх таких сферах, і дослідження RFT справді з'явилися у великій кількості з цих областей, включаючи граматику.
У рецензії на книгу Скіннера лінгвіст Ноам Чомскі стверджував, що генеративність мови показує, що її не можна просто вивчити, що має існувати якийсь вроджений «пристрій засвоєння мови». Багато хто побачив цей огляд як поворотний момент, коли когнітивізм зайняв місце біхевіоризму як мейнстріму в психології. Поведінкові аналітики загалом вважали критику дещо неактуальною, але беззаперечно, що психологія звернула свою увагу на інше, і огляд був дуже впливовим, сприяючи розвитку когнітивної психології.
Незважаючи на відсутність уваги з боку мейнстріму, аналіз поведінки живий і розвивається. Його застосування було розширено на такі сфери, як мовне та когнітивне навчання. Аналіз поведінки вже давно поширений на дресування тварин, бізнес і шкільне середовище, а також лікарні та галузі досліджень.
RFT відрізняє себе від роботи Скіннера ідентифікацією та визначенням конкретного типу оперантного обумовлення, відомого як довільно застосовна похідна реляційна відповідь (AADRR). По суті, теорія стверджує, що мова не є асоціативною, а є засвоєною та реляційною. Наприклад, маленькі діти вивчають відносини координації між назвами та предметами; далі йдуть відношення відмінності, протиставлення, до і після тощо. Це «фрейми» в тому сенсі, що як тільки зв'язок такого роду навчено, будь-яка подія може бути пов'язана таким чином взаємно та в поєднанні з іншими відносинами, отримавши підказку для цього. Це процес навчання, який на сьогоднішній день, здається, відбувається лише у людей, які мають здатність до мови: на сьогоднішній день реляційне обрамлення ще не було однозначно продемонстровано у тварин, що не є людьми, незважаючи на численні спроби це зробити. Вважається, що AADRR має повсюдний вплив майже на всі аспекти людської поведінки. Теорія являє собою спробу забезпечити більш емпірично прогресивний опис складної людської поведінки, зберігаючи натуралістичний підхід до аналізу поведінки.

## Докази
Приблизно 300 досліджень перевіряли ідеї RFT. Існують допоміжні дані в областях, необхідних для демонстрації того, що дія є «оперантом», наприклад, важливість кількох прикладів у навчанні похідної реляційної реакції, роль контексту та важливість наслідків. Було також показано, що похідна реляційна реакція змінює інші поведінкові процеси, такі як класичне обумовлення, емпіричний результат, на який вказують теоретики RFT, пояснюючи, чому реляційні оператори змінюють існуючі біхевіористські інтерпретації складної людської поведінки. Дослідники RFT також досягли емпіричного прогресу в аналізі та розумінні таких тем, як метафора, перспективне сприйняття та міркування.
Прихильники RFT часто вказують на неспроможність створити енергійну експериментальну програму з мови та пізнання як ключову причину, чому аналіз поведінки випав із мейнстриму психології, незважаючи на її численні внески, і стверджують, що RFT може дати шлях вперед. Однак ця теорія все ще є суперечливою в поведінковій психології. Наразі ця суперечка не є в першу чергу емпіричною, оскільки дослідження RFT регулярно публікуються в основних поведінкових журналах, і лише деякі емпіричні дослідження ще стверджують, що вони суперечать висновкам RFT. Суперечка скоріше зводиться до того, чи є RFT позитивним кроком вперед, особливо враховуючи те, що її наслідки, здається, виходять за рамки багатьох існуючих інтерпретацій і розширень у межах цієї інтелектуальної традиції.

## Додатки

### Терапія прийняття та рішучості
Стверджується, що RFT займає центральне місце в розвитку психотерапевтичної традиції, відомої як терапія прийняття та рішучості, і клінічного аналізу поведінки в більш загальному плані. Дійсно, психолог Стівен Гейз брав участь у створенні як терапії прийняття та рішучості, так і RFT, і вважає їх джерелами натхнення один для одного. Проте ступінь і точний характер взаємодії між RFT як базовою наукою про поведінку та такими програмами, як ACT, є предметом постійних дискусій у цій галузі.

### Гендерні конструкції
Квір-теоретик і ACT-терапевт Алекс Стіт спостерігав, як реляційні рамки в мовному розвитку людини впливають на її когнітивні асоціації, що стосуються гендерної ідентичності, гендерної ролі та гендерного вираження. Наскільки жорстка чи гнучка людина зі своїми стосунками, на думку Стітта, визначатиме, наскільки її концепція статі адаптована всередині неї та наскільки вона відкрита до гендерного розмаїття. Діти, наприклад, можуть дотримуватися жорсткої ієрархічної структури «чоловіки — це хлопчики, а хлопчики мають коротке волосся», що призводить до помилкового висновку, що кожен, хто має коротке волосся, є чоловіком. Подібним чином діти можуть дотримуватися опозиційних рамок, що призводить до хибних уявлень, наприклад, протилежністю лимона є лайм, протилежністю кота є собака або протилежністю чоловіка є жінка. Стітт зауважує, що дорослі, які борються з проблемами, пов'язаними зі статтю в собі, часто надмірно зосереджуються на причинно-наслідкових структурах, намагаючись пояснити гендерні відмінності, або на системах порівняння та розрізнення, що потенційно може призвести до почуття ізоляції та відчуження.

### Розлад спектру аутизму
RFT надає концептуальні та процедурні вказівки для покращення когнітивного та мовного розвитку (шляхом детальної обробки та аналізу похідних реляційних реакцій і трансформації функції) програм раннього інтенсивного втручання в поведінку (EIBI) для маленьких дітей з аутизмом та пов'язаними з ним розладами. Система реляційного навчання «Сприяння появі передових знань» (PEAK) перебуває під сильним впливом RFT.

### Наука про еволюцію
Нещодавно RFT також було запропоновано як спосіб спрямування обговорення мовних процесів в еволюційній науці, будь то в рамках еволюційної біології чи еволюційної психології, до більш обґрунтованого розуміння ролі мови у формуванні соціальної поведінки людини. Зусилля з інтеграції RFT у науку про еволюцію очолювали, серед інших, Стівен К. Гейз, співрозробник RFT, і Девід Слоан Вілсон, еволюційний біолог із Бінгемтонського університету. Наприклад, у 2011 році Гейз виступив на семінарі в Бінгемтоні на тему «Символічна поведінка, поведінкова психологія та клінічне значення еволюційної науки», тоді як Вілсон також виступив на симпозіумі на щорічній конференції в Пармі, Італія, Асоціації контекстуальної поведінкової науки, головної організації, яка спонсорує дослідження RFT, на тему «Еволюція для кожного, включаючи контекстну психологію». Гейз, Вілсон та їхні колеги нещодавно пов'язали RFT із концепцією символіки, і було описано еволюційно обґрунтований шлях, яким могло розвинутися реляційне обрамлення.

## Подальше читання
- Hayes, Steven C.; Barnes-Holmes, Dermot; Roche, Bryan (2001). Hayes (ред.). Relational Frame Theory. Т. 28. New York: Kluwer Academic/Plenum Publishers. с. 101—38. doi:10.1007/b108413. ISBN 978-0306466007. OCLC 46633963. PMID 11605362. {{cite book}}: Проігноровано |journal= (довідка)
- Hayes, Steven C.; Barnes-Holmes, Dermot; Roche, Bryan (April 2003). Behavior analysis, relational frame theory, and the challenge of human language and cognition: a reply to the commentaries on Relational frame theory: a post-Skinnerian account of human language and cognition. The Analysis of Verbal Behavior. 19 (1): 39—54. doi:10.1007/BF03392981. PMC 2755418. PMID 22477255.
- Hughes, Sean; Barnes-Holmes, Dermot (2016). Relational frame theory: the basic account. У Zettle, Robert D.; Hayes, Steven C.; Barnes-Holmes, Dermot; Biglan, Anthony (ред.). The Wiley handbook of contextual behavioral science. Chichester, UK; Malden, MA: Wiley-Blackwell. с. 129—178. doi:10.1002/9781118489857.ch8. ISBN 9781118489567. OCLC 920735550.
- Skinner, B. F. (March 1989). Review of Hull's Principles of behavior. Journal of the Experimental Analysis of Behavior. 51 (2): 287—290. doi:10.1901/jeab.1989.51-287. PMC 1338857.
- Törneke, Niklas (2010). Learning RFT: an introduction to relational frame theory and its clinical applications. Oakland, CA: Context Press. ISBN 9781572249066. OCLC 502034176.